# Serans (Oise)
Serans település Franciaországban, Oise megyében. Lakosainak száma 187 fő (2022. január 1.). Serans Boubiers, Delincourt, Hadancourt-le-Haut-Clocher, Montagny-en-Vexin, Montjavoult, Magny-en-Vexin és Nucourt községekkel határos.

## Népesség
A település népessége az elmúlt években az alábbi módon változott:
| Lakosok száma | 236  | 223  | 225  | 222  | 214  | 205  | 197  | 192  | 187  |
|               | 2013 | 2015 | 2016 | 2017 | 2018 | 2019 | 2020 | 2021 | 2022 |